# Ryan Getzlaf
Ryan Getzlaf, född 10 maj 1985 i Regina, Saskatchewan, är en kanadensisk före detta professionell ishockeyspelare som spelade för Anaheim Ducks i NHL, för vilka han innehar klubbrekord; flest gjorda assist (66) under en säsong samt flest assist under en match (5). Den 31 oktober 2021 passerade han Teemu Selänne som klubbens bäste poängplockare genom tiderna. Han var med och vann Stanley Cup med klubben säsongen 2006–07.

## Spelarkarriär
Getzlaf valdes som 19:e spelare totalt i NHL-draften 2003 av Mighty Ducks of Anaheim och debuterade i NHL säsongen 2005–06 under vilken han gjorde 14 mål och 25 assist för totalt 39 poäng på 57 matcher. Hans främsta säsong poängmässigt är från 2008–09 då han hamnade på en 7:e plats i NHL:s totala poängliga efter att ha noterats för 25 mål, 66 assist och 91 poäng på 81 spelade matcher. Säsongen 2013-14 svarade han för 87 poäng på 77 spelade matcher. 
Getzlaf representerade även det kanadensiska landslaget vid ett flertal tillfällen, exempelvis i OS i Vancouver 2010 då man vann guld, samt VM 2008 då man lyckades ta silver. Han var också med om att ta guld med det kanadensiska juniorlandslaget 2005, där han gjorde 12 poäng på 6 spelade matcher.
Han valde att avsluta sin aktiva ishockeykarriär efter säsongen 2021-22. 

## Privatliv
Getzlaf och sin fru Paige gifte sig 2010 och har fyra barn tillsammans. Han en bror som heter Chris Getzlaf som spelat professionell amerikansk fotboll för laget Saskatchewan Roughriders i kanadensiska fotbollsligan.

## Statistik

### Klubbkarriär
| 2000–01    | Regina                  | SBHL       | 41  | 33  | 41  | 74  | 189 | —   | —  | —  | —  | —   |
| 2000–01    | Regina Pat Canadians    | SMHL       | 8   | 4   | 3   | 7   | 8   | —   | —  | —  | —  | —   |
| 2001–02    | Calgary Hitmen          | WHL        | 63  | 9   | 9   | 18  | 34  | 7   | 2  | 1  | 3  | 4   |
| 2002–03    | Calgary Hitmen          | WHL        | 70  | 29  | 39  | 68  | 121 | 5   | 1  | 1  | 2  | 6   |
| 2003–04    | Calgary Hitmen          | WHL        | 49  | 28  | 47  | 75  | 97  | 7   | 5  | 1  | 6  | 6   |
| 2004–05    | Calgary Hitmen          | WHL        | 51  | 29  | 25  | 54  | 102 | 12  | 4  | 13 | 17 | 18  |
| 2004–05    | Cincinnati Mighty Ducks | AHL        | —   | —   | —   | —   | —   | 10  | 1  | 4  | 5  | 4   |
| 2005–06    | Portland Pirates        | AHL        | 17  | 8   | 25  | 33  | 36  | —   | —  | —  | —  | —   |
| 2005–06    | Mighty Ducks of Anaheim | NHL        | 57  | 14  | 25  | 39  | 22  | 16  | 3  | 4  | 7  | 13  |
| 2006–07    | Anaheim Ducks           | NHL        | 82  | 25  | 33  | 58  | 66  | 21  | 7  | 10 | 17 | 32  |
| 2007–08    | Anaheim Ducks           | NHL        | 77  | 24  | 58  | 82  | 94  | 6   | 2  | 3  | 5  | 6   |
| 2008–09    | Anaheim Ducks           | NHL        | 81  | 25  | 66  | 91  | 121 | 13  | 4  | 14 | 18 | 25  |
| 2009–10    | Anaheim Ducks           | NHL        | 66  | 19  | 50  | 69  | 79  | —   | —  | —  | —  | —   |
| 2010–11    | Anaheim Ducks           | NHL        | 67  | 19  | 57  | 76  | 35  | 6   | 2  | 4  | 6  | 9   |
| 2011–12    | Anaheim Ducks           | NHL        | 82  | 11  | 46  | 57  | 75  | —   | —  | —  | —  | —   |
| 2012–13    | Anaheim Ducks           | NHL        | 44  | 15  | 34  | 49  | 41  | 7   | 3  | 3  | 6  | 6   |
| 2013–14    | Anaheim Ducks           | NHL        | 77  | 31  | 56  | 87  | 31  | 12  | 4  | 11 | 15 | 10  |
| 2014–15    | Anaheim Ducks           | NHL        | 77  | 25  | 45  | 70  | 62  | 16  | 2  | 18 | 20 | 6   |
| 2015–16    | Anaheim Ducks           | NHL        | 77  | 13  | 50  | 63  | 55  | 7   | 2  | 3  | 5  | 4   |
| NHL totalt | NHL totalt              | NHL totalt | 787 | 221 | 520 | 741 | 681 | 104 | 29 | 70 | 99 | 111 |